# 巴山松
巴山松（学名：Pinus henryi）是松科松属的植物，是我国秦巴山区特有的亚热带针叶树种，为中国的特有植物，现已成为稀有物种。分布于中国大陆的奉节、恩施、通江、兴山、四川的城口、建始、陕西、湖北的房县等地，生长于海拔1,150米至2,000米的地区，常生于散生，目前已由人工引种栽培。

## 别名
短叶马尾松（植物分类学报）

## 异名
- Pinus tabulaeformis Carr. var. henryi (Mast.) C. T. Kuan